# Korvijnagel
Een korvijnagel is een houten pen die los in een nagelbank staat en dient om lijnen of touwen (het lopend want) op een zeilschip vast te zetten.

## Woordherkomst
De herkomst van het woord is onduidelijk, oude publicaties spreken van 'carviel nagels' (Witsen, Van Yk), 'karvinje nagels', (Van Yk), terwijl tegenwoordige naslagwerken (Koenen ), 'korvijnagel' noemen, maar ook karveelnagel, konfijnagel en karvielnagel (v. Dale).

## Beschrijving
Op kleine schepen ( BM, 16kwadraat, Vrijheid ) is het een essenhouten pen van 20 to 25 cm lang en 2 cm doorsnede, met een verdikt bovendeel.
Op grote dwarsgetuigde schepen zijn korvijnagels meestal 40 tot 50 cm lang bij een dikte van het onderste deel van 3 cm. Het materiaal kan elke sterke houtsoort zijn (eiken, essen, teak), maar ook messing of staal.

## Gebruik

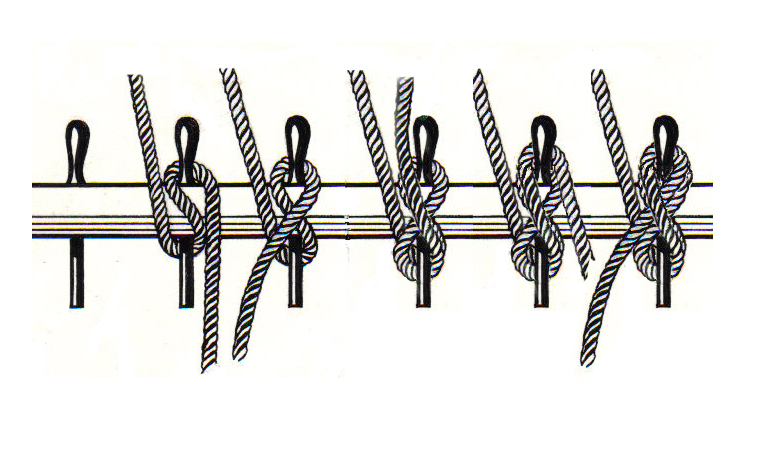
De volgorde van opsteken van een lijn.

Het op een korvijnagel beleggen van een lijn geschiedt altijd volgens dezelfde procedure om ervoor te zorgen dat ieder bemanningslid de opgestoken lijn uit veiligheidsoverwegingen gemakkelijk los kan maken. In noodgevallen kan men zelfs, als de spanning van de lijn met de ene hand wordt verminderd, met de andere hand de korvijnagel verticaal uit de nagelbank trekken, waarbij dus in één handeling de lijn geheel wordt vrijgegeven.